# Zdeněk Adamec
Zdeněk Adamec (ur. 9 stycznia 1956) – lekkoatleta specjalizujący się w rzucie oszczepem, który w latach 80. XX wieku reprezentował Czechosłowację.
Dwukrotnie brał udział w mistrzostwach świata – Helsinki 1983 (7. miejsce w finale z rezultatem 81,30) i Rzym 1987 (33. miejsce w kwalifikacjach z rezultatem 70,72). Wielokrotny reprezentant Czechosłowacji w meczach międzypaństwowych. Rekord życiowy: 92,94 (25 maja 1985, Praga).